# Аммониты реки Пугачёвки
Аммони́ты реки́ Пугачёвки — комплекс обнажений позднемеловых осадочных пород, расположенный в Макаровском городском округе области, на двух участках в долине реки Пугачёвки. Памятник природы регионального значения. 
Комплекс обнажений содержит большое количество конкреций (округлых стяжений) с раковинами аммонитов.
Основные черты природы: каменистые берега реки Пугачёвка и береговые осыпи.
Охраняемые объекты — аммониты.